# Jassargus latinus
Jassargus latinus är en insektsart som beskrevs av Wagner 1942. Jassargus latinus ingår i släktet Jassargus och familjen dvärgstritar. Inga underarter finns listade i Catalogue of Life.